# Karolinowo (gmina Nowe Miasto)
Karolinowo – wieś sołecka w Polsce położona w województwie mazowieckim, w powiecie płońskim, w gminie Nowe Miasto.
W latach 1975–1998 miejscowość należała administracyjnie do województwa ciechanowskiego.